# Neurothaumasia
Neurothaumasia (лат.) — род настоящих молей из подсемейства грибных молей.

## Описание
Бабочки узкими крыльями размахом от 12 до 23 мм. На передних крыльях имеется отчётливый рисунок из 2-3 широких белых поперечных перевязей. Голова в белых волосках. Усики на треть короче передних крыльев.

## Биология
Обитают преимущественно в широколиственных лесах. Имаго летают с мая по сентябрь. Гусеницы развиваются под корой и в древесине, а также в старых ходах стволовых вредителей. Питаются мицелием грибов. В течение года развивается обычно два поколений, на юге ареала может быть до трёх поколении. Зимуют на стадии взрослой личинки или куколки.

## Классификация
В мировой фауне около 7-9 видов.
- Neurothaumasia ankerella (Mann, 1867) — Белополосая древесная моль[1]
- Neurothaumasia fasciata Petersen, 1959 — Полосатая грибная моль[1]
- Neurothaumasia hackeri Gaedike, 2021[3]
- Neurothaumasia kaschmirella Gaedike, 2021[3]
- Neurothaumasia macedonica Petersen, 1962
- Neurothaumasia maculata Petersen & Gaedike, 1996[4]
- Neurothaumasia ragusaella (Wocke, 1889)
- Neurothaumasia tenuipennella Gaedike, 2011[5]
- Neurothaumasia tunesiella Gaedike, 2011[5]

## Распространение
Встречаются Европе, на Кавказе, Передней и Средней Азии. Один вид (Neurothaumasia tunesiella) известен из Северной Африки. В 2021 году описаны два вида из Индии.